# 亨利五十一世 (羅伊斯-埃伯斯多夫)
亨利五十一世（德語：Heinrich LI.，1761年5月16日—1822年7月10日），羅伊斯-埃伯斯多夫親王，1806年至1822年在位。
1779年，他的父親亨利二十四世去世，亨利五十一世繼位為羅伊斯-埃伯斯多夫伯爵。1806年羅伊斯-埃伯斯多夫被升格為親王國，亨利五十一世成為羅伊斯-埃伯斯多夫親王（Fürst Reuß zu Ebersdorf）。

## 家庭
1791年，亨利與霍伊姆的路易絲（Luise  von Hoym）結婚，兩人共有1子2女：
1. 卡羅琳（1792年—1857年）
2. 亨利七十二世（1797年—1853年）
3. 阿德海德（1800年—1880年），羅伊斯幼系親王妃